# 정종혁
정종혁(丁鍾赫, 1986년 8월 21일~)은 대한민국의 정치인으로, 인천광역시의회 의원이다.

## 학력
- 연세대학교 세라믹공학과 졸업

## 경력
- 정종혁세무사사무소 대표세무사
- 대통령직속 국가균형발전위원회 전문위원
- 한국세무사회 법제위원회 위원
- 2022년 7월 1일 ~: 제9대 인천광역시의회 의원
  - 제9대 인천광역시의회 전반기 제2기 예산결산특별위원회 위원
  - 제9대 인천광역시의회 도시계획 및 도시개발사업관련 행정사무조사 특별위원회 제2부위원장
  - 제9대 인천광역시의회 전반기 의회운영위원회 위원
  - 제9대 인천광역시의회 전반기 교육위원회 제2부위원장
  - 제9대 인천광역시의회 후반기 교육위원회 제2부위원장

## 역대 선거 결과
| 실시년도 | 선거      | 대수 | 직책   | 선거구              | 정당         | 득표수   | 득표율          | 순위 | 당락 | 비고           |
| -------- | --------- | ---- | ------ | ------------------- | ------------ | -------- | --------------- | ---- | ---- | -------------- |
| 2022년   | 지방 선거 | 9대  | 시의원 | 인천 서구 제1선거구 | 더불어민주당 | 14,918표 | \| \| 50.61% \| | 1위  |      | 초선, 민선 8기 |
|          | 50.61%    |      |        |                     |              |          |                 |      |      |                |